# Ларс Александерссон
Ларс Александерссон (яп. ラース・アレクサンダーソン Расу Арэкусандасон) — герой серии видеоигр в жанре файтинг Tekken от компании Bandai Namco Games. Впервые появляется в Tekken 6: Bloodline Rebellion — аркадном обновлении Tekken 6. Вместе с Алисой Босконович являются главными героями в режиме «Кампания», доступном только для консольных версий Tekken 6, и ключевыми героями в режиме «Сага о семье Мисима» в Tekken 7, доступном в версиях игры для консолей и ПК.
Ларс является членом военизированной части отряда Tekken, противостоящей коррумпированной корпорации дзайбацу «Мисима», ответственной за начало мировой войны. Являясь внебрачным сыном бывшего главы корпорации Хэйхати Мисимы, он сталкивается с его внуком Дзином Кадзамой, который теперь управляет корпорацией, чтобы остановить войну, которую его предшественник начал во время событий в Tekken 6.

## Внешний вид
В Namco хотели включить в серию персонажа из отряда Tekken в Tekken 3. Имя Ларс Александерссон было предложено разработчикам неизвестной женщиной из посольства Швеции в Японии за несколько лет до начала разработки Tekken 6. Продюсер Tekken Кацухиро Харада счёл это «крутым» и сразу решил использовать это имя. Ларс был представлен в обновлении Tekken 6: Bloodline Rebellion. В ранних эскизах Ларс изображался старше, чем в итоговом варианте — с бородой и конским хвостом. В другом отклонённом эскизе Ларс был показан в экипировке отряда Tekken, которая покрывала лицо, а также с плащом на спине. В отличие от других новых персонажей Tekken 6, которые были основаны на предпочтениях поклонников — как Ларс, так и другой новый персонаж Алиса Босконович, были созданы с учётом их важности для сюжетной истории игры. По этой причине в аркадной версии Tekken 6 большая часть информации о личности Ларса была сохранена в тайне, раскрыв её только в консольной версии — в режиме «Кампания».
Как и некоторые другие персонажи Tekken 6, Ларс получил альтернативный костюм, созданный художником манги Масаси Кисимотой — автором манги Naruto. При редизайне Ларса Кисимото убрал костюм отряда Tekken, заменив на костюм из мягкого резинового материала, помеченный фигурой льва на правой руке. Он также сделал несколько разрезов для пояса на спине, чтобы упростить Ларсу удары ногами. Кроме того, в задней части костюма указаны номера с телефонным кодом Швеции «46». В версии для Wii U в Tekken Tag Tournament 2 у Ларса есть дополнительный костюм, основанный на костюме Линка из The Legend of Zelda. В Tekken 7 Ларс получил костюм, созданный Ниннин. Костюм представляет собой экипировку отряда Tekken с двумя лоскутами от плаща на спине. В Street Fighter X Tekken у Ларса такой же костюм, как в Tekken 6, а в качестве альтернативного костюма он получает костюм ниндзя.
Во время разработки Tekken 7 Кацухиро Хараду впечатлила шведская рок-группа BatAAr. Поскольку Ларс является наполовину шведом, он попросил группу сочинить песню о персонаже, надеясь, что поклонники Tekken будут рады её услышать. Песня была названа «Vrede» (с швед. — «гнев») и включена как в одиночный CD, так и в оригинальный саундтрек Tekken 7.
В октябре 2017 года, в рамках сотрудничества Tekken и New Japan Pro-Wrestling, Ларс получил новый костюм в Tekken 7 по образу рестлера Хироси Танахаси. При использовании этого костюма тема Ларса меняется на «LOVE&ENERGY» Ёносукэ Китамуры, и он получает новый приём, известный в реслинге как «отточенное лезвие». Костюм был выпущен в японских аркадах 18 ноября 2017 года.
Во всех играх Ларс был озвучен Дзюнъити Сувабэ, за исключением Street Fighter X Tekken, где он был озвучен Заком Хэнксом. Ларс появляется в короткометражном фильме Tekken Tag Tournament 2, где его сыграл Джонатан Генри.

## Игровой процесс
Боевой стиль Ларса — сёриндзи-кэмпо, также известен как «Боевые искусства отряда Tekken». Игровой процесс Ларса соответствует старым персонажам Tekken — прежде всего стилю семьи Мисима. Разработчики назвали его «быстрым и подвижным» и добавили в игровой процесс широкие возможности для отражения атак у стены. Они также старались сделать Ларса простым для новичков, а его приёмы — «непредсказуемыми для противников». GameSpy назвал его одним из самых «гибких» бойцов, но заявил, что некоторые из его комбо трудно выполнить. Когда Tekken 6 был впервые выпущен, Namco Bandai получили несколько жалоб от поклонников из-за того, что Ларс слишком силён. Харада заявил, что Ларса сделали слишком сильным преднамеренно, и добавил, что каждый раз, когда новый персонаж вводится в игру, он может восприниматься как более сильный, как это случилось с Акумой, который появляется в качестве гостевого персонажа в Tekken 7. Несколько приёмов Ларса связаны с электричеством, по аналогии с семейством Мисима, причём один из его самых могущественных приёмов назван в честь Зевса — греческого бога грома. В Naruto: Ninja Storm 2 Ларс — боец, который имеет приёмы с электричеством, в отличие от других персонажей, которые метают фаерболы.
Харада считал, что Ларс был самым сильным персонажем, используемым в турнирах по файтингам, однако игроки заявили, что Стив Фокс и семейство Мисима были сильнее. В Tekken Tag Tournament 2 Ларсу изменили баланс по сравнению с Tekken 6, чтобы уравнять с другими персонажами в ответвлении. Известный игрок Tekken — JDCR — поставил Ларса в третий ряд в рейтинге самых сильных персонажей в Tekken Tag Tournament 2. JDCR заявил, что Ларс был лёгким для новичков, до такой степени, что он считал его «опасным». На своей странице в Twitter Кацухиро Харада часто получал от игроков просьбы улучшить свойства Ларса в игровом процессе, из-за чего появился интернет-мем «Buff Lars» (с англ. — «прокачайте Ларса»); Харада отказался это сделать. В Tekken 7: Fated Retribution несколько приёмов Ларса были изменены, чтобы увеличить наносимый им урон.

## Появление

### ВTekken
После победы Дзина Кадзамы на турнире «Король Железного кулака» в Tekken 5, корпорация дзайбацу «Мисима» объявляет о мировой войне. Корпорация G выступает в оппозиции, что приводит к массовым жертвам. Во время битвы отряд Tekken из дзайбацу «Мисима» понёс большие потери, после чего Ларс возглавил государственный переворот против дзайбацу, став высокопоставленным офицером в новом отряде Tekken.
В сюжетном режиме «Кампания» в консольной версии Tekken 6 Ларс является главным героем. После неудачного проникновения в лабораторию дзайбацу «Мисима» и атаки роботов Джек, Ларс теряет память. Вместе с найденным в лаборатории роботом Алисой Босконович Ларс путешествует по миру, пытаясь восстановить воспоминания. Память Ларса восстанавливается, когда он встречает своего отца Хэйхати Мисиму. Он возобновляет свою миссию в качестве лидера повстанческой армии отряда Tekken и проникает в корпорацию G. При встрече со своим сводным племянником Дзином, Ларс пытается напасть на него, но за него заступается Алиса, которая оказывается его личным защитником, созданным доктором Босконовичем специально для Дзина. Ларс сходится с Алисой в бою и побеждает её. Затем он встречает Рэйвена, вместе с которым преследует Дзина в пустыне, где он намеревается разбудить древнего зверя Азазеля. Ларс и Рэйвен побеждают Азазеля и снова встречают Алису и Дзина. Ларс снова побеждает Алису. Во время боя Азазель снова появляется, и Дзин отвлекает внимание монстра, сражаясь с ним. Дзин побеждает Азазеля и исчезает. Ларс приносит поломанную Алису своему другу и приёмному брату Ли Чаолану, который предлагает восстановить её. Оставив Алису с Ли и попрощавшись с Рэйвеном, Ларс получает новое задание. Роль Ларса в этой игре также кратко показана в манге Tekken Comic и в романе Tekken: The Dark History of Mishima.
В Tekken 7 Ларс возвращается в качестве играбельного персонажа. В режиме истории он находит пропавшего Дзина на Ближнем Востоке и спасает его. Затем он воссоединяется с Ли Чаоланом и восстановленной Алисой, но их атакует отряд Tekken, с которыми они участвуют в перестрелке, чтобы помешать похитить находящегося без сознания Дзина. Он снова спасает жизнь Дзина, на этот раз от журналиста, который собирался отомстить за свою семью, которая была убита Дзином. Ларс появляется в трейлере Tekken 7, представляющем гостевого персонажа Ноктиса Люциса Каэлума из Final Fantasy XV.
Ларс также появляется в Tekken Tag Tournament 2, Tekken 3D: Prime Edition и Tekken Revolution.

### В других медиа
Ларс появляется в качестве гостевого персонажа в Naruto Shippuden: Ultimate Ninja Storm 2, в котором он одет в свой альтернативный костюм в Tekken 6, созданный создателем Naruto Масаси Кисимотой. Он также появляется в кроссовере Street Fighter X Tekken с напарницей в таг-режиме Алисой Босконович. В режиме истории Ларс и Алиса объединяются, чтобы уничтожить Ящик Пандоры и тем самым остановить войны между фракциями, которые борются за неё. Ларс также появился в тактической ролевой игре Full Bokko Heroes X от CyberConnect2 в своём костюме из Tekken 7.

## Отзывы
Ларс получил смешанные отзывы в прессе. Позитивные отзывы касались в основном его «безбашенного образа», отмеченного IGN в реакции на его приёмы, состоящие в основном из ударов, нацеленных на лицо противника. Рецензент также отметил, что аксессуары, которые игроки могут разблокировать для Ларса, были спроектированы так, чтобы сделать его более симпатичным, отмечая, насколько привлекательным персонаж становится в игре. GamesRadar высоко оценил героический образ Ларса в отличие от антагонистов в Tekken, таких как Дзин и Кадзуя. Из-за приёмов Ларса авторы часто рекомендовали начинающим игрокам Tekken 7 играть с ним вместе с Вандалом, сравнивая его с Дзином, а также с Рю из Street Fighter, из-за удобства игры за него. В официальном фан-опросе 2012 года Bandai Namco Ларс был одним из самых желаемых персонажей Tekken для включения в Tekken X Street Fighter, получив 9755 (11,05 %) из 88 280 голосов. В Den of Geek отметили, что, несмотря на то, что члены семьи Мисима всегда предавали друг друга, Ларс мог нарушить это проклятие. Там назвали его 27-м лучшим персонажем Tekken. У рецензента были смешанные чувства по поводу того, что Ларс смог избежать проклятия семьи Мисима, которое обрекает на вечную борьбу друг с другом. По мнению рецензента, союзничество Ларса с Ли Чаоланом поспособствовало повышению популярности последнего. Аналогичное замечание было сделано 4thletter: «Так как Ларс и Ли не являются братьями, связанными кровью, они появляются в Tekken 6 как союзники, а не враги». Ларс также был отмечен Listas как третий лучший герой Tekken, а также 22-й лучший персонаж в серии. В VG247 насладились сражениями Ларса в режиме истории Tekken 7 против нескольких вооружённых охранников, несмотря на то, как нелепо он на них наткнулся. В RockPaperShotgun отношения Ларса с персонажем Final Fantasy Ноктисом Люцисом Каэлумом показались забавными.
Также были выпущены различные виды товаров с изображением Ларса, например, рубашка Танахаси, которую рестлер носит во время презентации Tekken 7 в конце 2017 года. Anime News Network понравился альтернативный костюм Кисимото, сделанный для Ларса, назвав его «одним из самых стильных супер-ниндзя Naruto». Siliconera сравнила Ларса с антагонистами организации «Акацуки» из манги Naruto. Добавление Ларса в Naruto Shippuden: Ultimate Ninja Storm 2 получило в основном положительные комментарии. Kotaku это понравилось, но там посчитали, что другие персонажи Tekken были бы более подходящими. В GamesRadar сравнили Ларса с Саскэ Утихой из Naruto и заявили, что альтернативный дизайн сделал его похожим на андрогина. Videogamer назвал появление Ларса в Naruto «странным кроссовером», но отметил, что фанаты файтингов оценят его появление в игре. В Destructoid заявили, что поклонники Tekken могут заинтересоваться Naruto Shippuden: Ultimate Ninja Storm 2 только в связи с добавлением Ларса в игру. Испанские разработчики Naruto Shippuden: Ultimate Ninja Storm 2 были удивлены, узнав, что Ларс появится в игре, поскольку объявление было сделано во время разработки игры.
На MCM London Comic Con 2009 игрок Tekken 6 по имени Элиот Смит-Уолтерс был включён в Книгу рекордов Гиннесса за самую длинную победную серию в Tekken 6, выиграв 68 матчей подряд, играя в основном за Ларса. Персонаж также был популярен среди косплееров; в 2012 году бразильский дуэт получил награду на World Cosplay Summit за косплей Ларса и Алисы.
Ларс получил и отрицательные отзывы. В Giant Bomb посчитали его действия «довольно скучными» и пришли к выводу, что его введение в сюжетный режим как главного героя было «неаккуратным», поскольку игроки могли выбирать любого персонажа, с которым Ларс всегда был сосредоточен во время боёв. Destructoid поставил Ларса на второе место в списке персонажей с худшими причёсками. В книге «Язык игр» писатель Астрид Энсслин отметил, что Ларса критиковала в основном западная аудитория из-за того, как была представлена его роль в режиме «Кампания». GameSpy назвал Ларса «Капитаном Нелепость» из-за его «абсурдного» дизайна, который показался им похожим на Майкла Джексона. Тем не менее им понравилась его механика игрового процесса, которая сделала его быстрым персонажем и позволила ему одолеть своих противников. 1UP.com также высоко оценил приёмы Ларса, отметив баланс между скоростью и силой. И 1UP, и IGN AU считали его появление смешным, сравнивая его с протагонистами Final Fantasy, несмотря на его ключевую роль в истории. Тем не менее, оба они похвалили его приёмы. В GameFocus назвали Ларса «рваниной» и «отрыжкой Dragon Ball». VideoGamer.com назвал Ларса «эмо», добавив, что его причёска и плащ — «классический Tekken».